# Steijn Schothorst

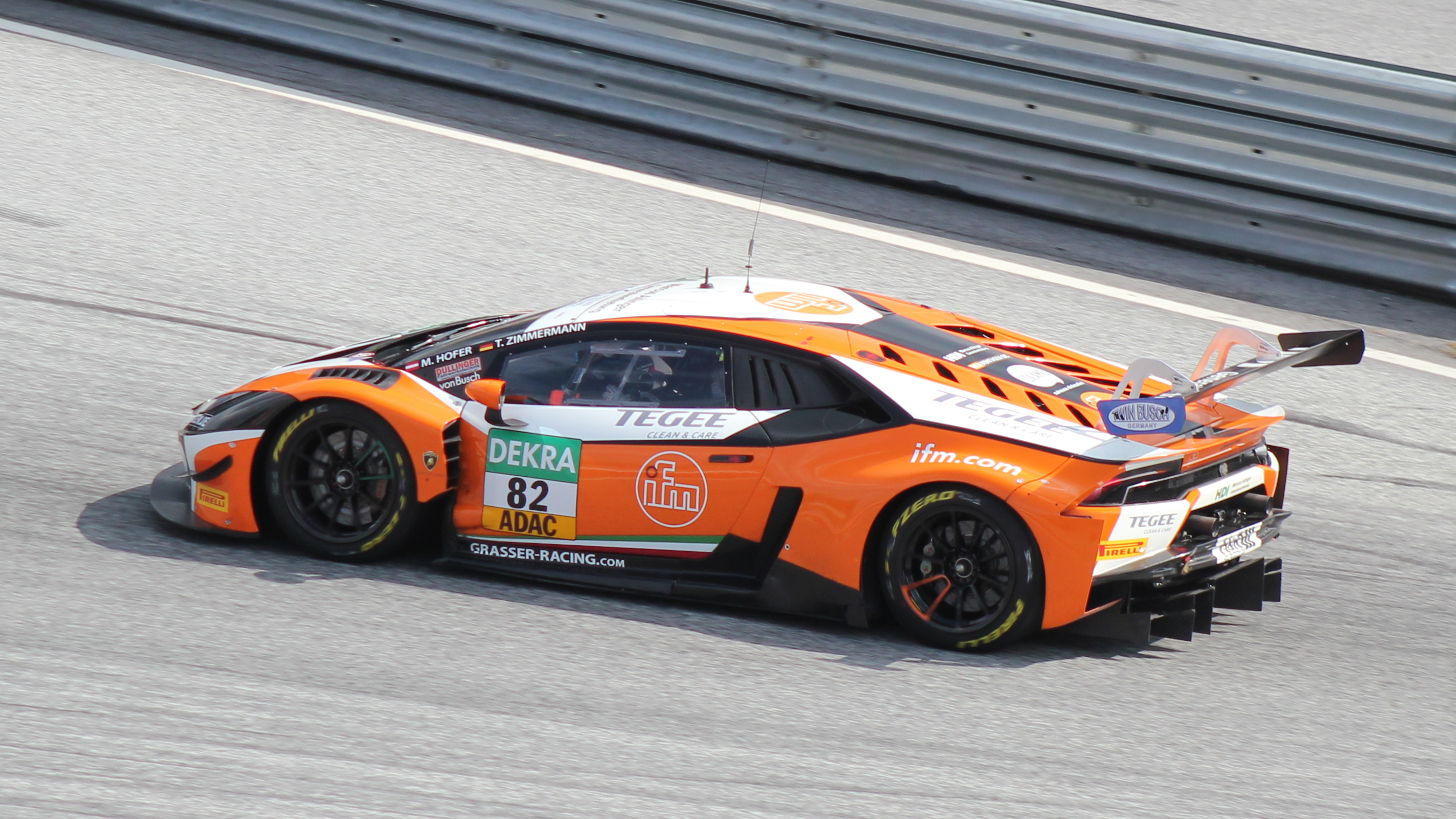
Steijn Schothorst im Lamborghini Huracán GT3 2021 auf dem Red Bull Ring

Steijn Schothorst (* 14. Oktober 1994 in Blaricum) ist ein niederländischer Automobilrennfahrer. Er startete ab 2016 in der GP3-Serie.

## Karriere
Schothorst begann seine Motorsportkarriere im Kartsport. 2010 fuhr er im Tourenwagensport und wurde Zehnter im Formido Swift Cup. 2011 wechselte er in den Formelsport und startete in mehreren Formel-Ford-Meisterschaften.
2012 erhielt Schothorst ein Cockpit bei MP Motorsport in der nordeuropäischen Formel Renault. Er gewann zwei Rennen und wurde Fünfter in der Fahrerwertung. Darüber hinaus bestritt er für MP Motorsport und Fortec Motorsport einige Rennen im Formel Renault 2.0 Eurocup. Anfang 2013 nahm Schothorst für M2 Competition an der Toyota Racing Series in Neuseeland teil. Während sein Teamkollege Nick Cassidy die Meisterschaft für sich entschied, wurde Schothorst mit einem Sieg Gesamtvierter. Anschließend fuhr Schothorst für Josef Kaufmann Racing in Formel-Renault-Meisterschaften. Im Eurocup erreichte er mit einem Sieg den 14. Gesamtrang. In der nordeuropäischen Formel Renault bestritt er nicht alle Rennen und wurde mit drei Siegen erneut Fünfter der Fahrerwertung. Anfang 2014 ging Schothorst erneut für M2 Competition in der Toyota Racing Series an den Start. Mit zwei Siegen wurde er Gesamtfünfter. Im weiteren Saisonverlauf fuhr Schothorst für MP Motorsport in Formel-Renault-Meisterschaften. Er wurde 17. im Eurocup. In der nordeuropäischen Formel Renault verbesserte er sich auf den vierten Meisterschaftsplatz. Des Weiteren nahm er in der Formel Acceleration 1 an einer Veranstaltung teil und wurde Zweiter beim Zandvoort Masters.
2015 wechselte Schothorst in den GT-Sport und fuhr für die Equipe Verschuur in der Renault Sport Trophy. In der Elite-Klasse gewann er drei Rennen und wurde mit 138 zu 140 Punkten Zweiter hinter Andrea Pizzitola. In der Endurance Trophy startete er zusammen mit seinem Vater Jeroen und wurde 14. in der Wertung.
2016 kehrte Schothorst in den Formelsport zurück. Für Campos Racing trat er in der GP3-Serie an. Zwei fünfte Plätze waren seine besten Resultate. Als bester Fahrer seines Teams erreicht er den 13. Gesamtrang. Darüber hinaus absolvierte er Gaststarts in der Renault Sport Trophy. Für die GP3-Serie 2017 wechselte Schothorst zu Arden International.

## Persönliches
Schothorst stammt aus einer Rennfahrer-Familie. Sein Vater Jeroen, sein Bruder Pieter und sein Cousin Bas sind ebenfalls Automobilrennfahrer.

## Statistik

### Karrierestationen
| - 2010: Formido Swift Cup (Platz 10) - 2011: Benelux Formel Ford (Platz 4) - 2011: Britische Formel Ford - 2011: Formel Ford EuroCup - 2012: Formel Renault 2.0 Eurocup (Platz 22) - 2012: Nordeuropäische Formel Renault (Platz 5) | - 2013: Toyota Racing Series (Platz 4) - 2013: Formel Renault 2.0 Eurocup (Platz 14) - 2013: Nordeuropäische Formel Renault (Platz 5) - 2014: Toyota Racing Series (Platz 5) - 2014: Formel Renault 2.0 Eurocup (Platz 17) - 2014: Nordeuropäische Formel Renault (Platz 4) | - 2014: Formel Acceleration 1 (Platz 18) - 2015: Renault Sport Trophy, Elite (Platz 2) - 2015: Renault Sport Trophy, Endurance (Platz 14) - 2016: GP3-Serie (Platz 13) - 2017: GP3-Serie (Platz 17) |

### Einzelergebnisse in der GP3-Serie
| Jahr | Team                | 1   | 2   | 3   | 4   | 5   | 6   | 7   | 8   | 9   | 10  | 11  | 12  | 13  | 14  | 15  | 16  | 17  | 18  | Punkte | Rang |
| ---- | ------------------- | --- | --- | --- | --- | --- | --- | --- | --- | --- | --- | --- | --- | --- | --- | --- | --- | --- | --- | ------ | ---- |
| 2016 | Campos Racing       | ESP | ESP | AUT | AUT | GBR | GBR | HUN | HUN | GER | GER | BEL | BEL | ITA | ITA | MAS | MAS | UAE | UAE | 36     | 13.  |
| 2016 | Campos Racing       | DNF | 22  | 20  | 12  | 14  | 5   | 22  | 20  | DNF | 17  | 6   | 7   | 13  | 13  | 5   | 10  | 6   | 7   | 36     | 13.  |
| 2017 | Arden International | ESP | ESP | AUT | AUT | GBR | GBR | HUN | HUN | BEL | BEL | ITA | ITA | ESP | ESP | UAE | UAE |     |     | 8      | 17.  |
| 2017 | Arden International | 18  | 15  | DNF | 15  | 13  | DNF | DNF | DNF | 13  | 12  | 12  | C   | 11  | 10  | 6   | 18* |     |     | 8      | 17.  |

### Sebring-Ergebnisse
| Jahr | Team                    | Fahrzeug                | Teamkollege      | Teamkollege   | Platzierung | Ausfallgrund  |
| ---- | ----------------------- | ----------------------- | ---------------- | ------------- | ----------- | ------------- |
| 2020 | GRT Grasser Racing Team | Lamborghini Huracán GT3 | Richard Heistand | Franck Perera | Ausfall     | Antriebswelle |